# Leandro Polverini
Leandro Polverini (Castelnuovo dei Sabbioni, 6 novembre 1935 – Roma, 18 aprile 2023) è stato uno storico italiano.
È stato professore di Storia romana nelle università di Siena (1970-77), Perugia (1977-90), Roma 'La Sapienza' (1990-92), Roma Tre (1992-2010).

## Biografia
Laureatosi a 23 anni in lettere classiche all'Università Cattolica di Milano come allievo del prof. Albino Garzetti
Dopo un breve insegnamento in una scuola media, passò ad insegnare nel 1960 lettere al Liceo classico Giovanni Berchet di Milano e poi per diversi anni all'Istituto magistrale Cairoli di Pavia.
Nel frattempo completa gli studi di specializzazione e ottiene la borsa Fulbright presso l’American Academy in Rome.
Nel 1967 ha un comando presso l'Istituto Italiano per la Storia Antica, di via Milano di Roma, diretto da Silvio Accame dove ebbe modo di utilizzare l'archivio di Gaetano De Sanctis e di contribuire a curare la pubblicazione degli Scritti minori
Ne 1970 divenne professore incaricato di Storia romana alla Facoltà di Lettere e Filosofia dell'Università dii Siena, e l'anno successivo ottenne di nuovo un comando presso la Giunta Centrale per gli Studi Storici. In tale periodo ebbe modo di studiare il carteggio di Giulio Beloch
È stato socio dell'Istituto Nazionale di Studi Romani.
La sua morte ha suscitato cordoglio negli ambienti universitari dove ha insegnato

Nel settembre 2023 l'Università di Roma 3 ha dedicato un convegno in memoria del suo professore emerito